# Phaneroptera nana
 (décembre 2023).
Si vous disposez d'ouvrages ou d'articles de référence ou si vous connaissez des sites web de qualité traitant du thème abordé ici, merci de compléter l'article en donnant les références utiles à sa vérifiabilité et en les liant à la section « Notes et références ».
Espèce
Le Phanéroptère méridional (Phaneroptera nana) est une espèce d'orthoptères de la famille des Tettigoniidae et du genre Phaneroptera.

## Dénominations
Cette espèce a été nommée Phaneroptera nana par Fieber en 1853. Un de ses synonymes est Phaneroptera quadripunctata Brunner von Wattenwyll, 1878.

## Distribution
Plus thermophile que l'espèce voisine Phaneroptera falcata, elle a une répartition plus méridionale, s'étendant à l'Afrique du Nord, du Maroc à l'Égypte; en Europe, jusqu'à la Géorgie.
En Europe occidentale, elle est absente du Benelux, mais a assez récemment étendu son territoire en France où elle était connue de Corse, de la Provence, du Languedoc, de l'Aquitaine pour atteindre la Somme et le Bas-Rhin ; en Suisse, elle progresse aussi vers le nord ; elle atteint même le sud de l'Allemagne (probablement en rapport avec le réchauffement climatique).

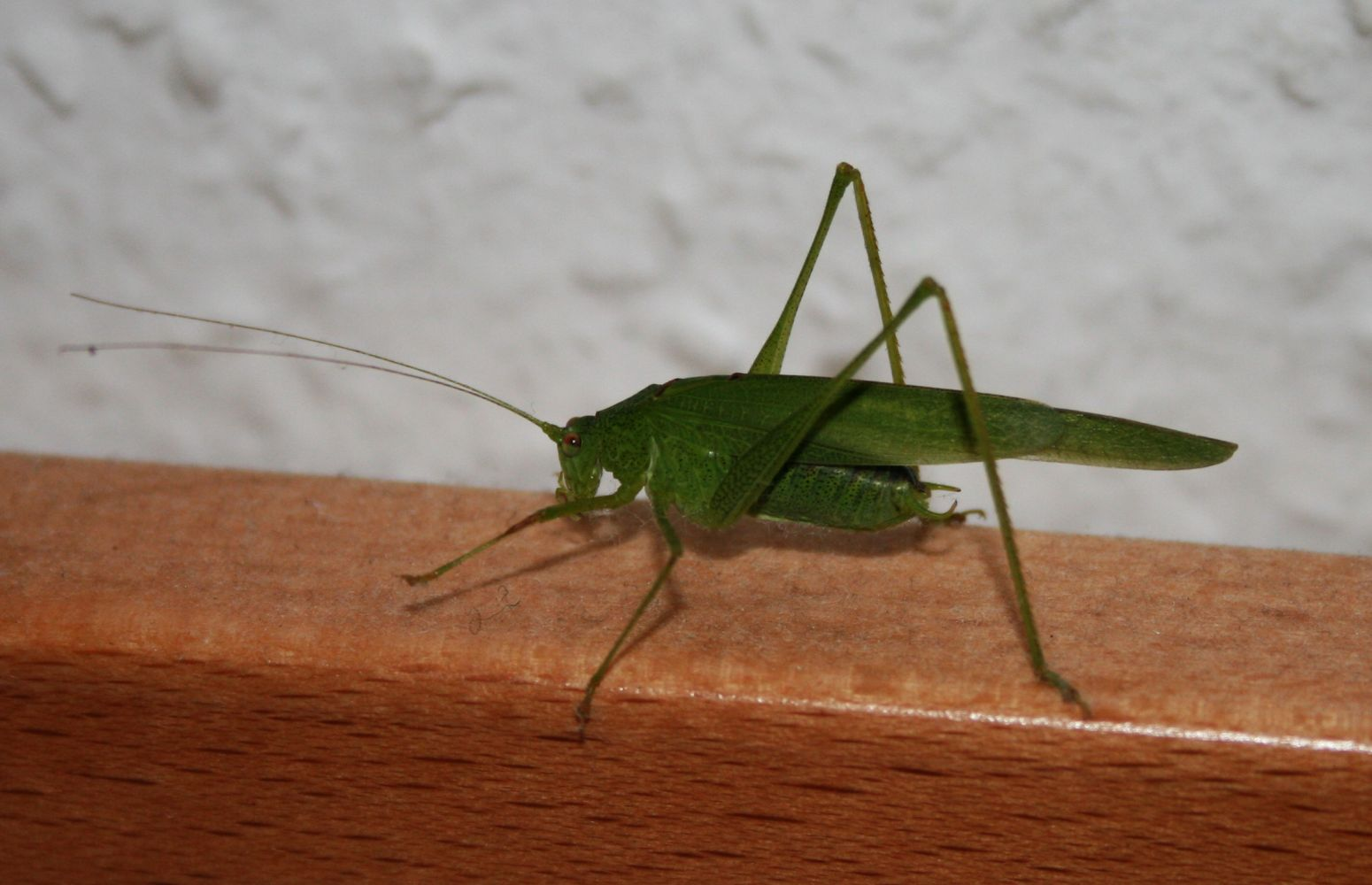
Phaneroptera nana mâle.

## Description
Le Phanéroptère méridional ressemble à l'espèce voisine, Phaneroptera falcata (les ailes postérieures vertes, dépassent aussi nettement les élytres) ; il est légèrement plus petit que ce dernier (corps long de 13 à 15 mm dans les deux sexes), sa coloration est légèrement plus jaunâtre, son corps est parsemé de petites taches rouille, la base des tibias des 6 pattes est taché de rouille, les lobes latéraux du pronotum sont arrondis (un peu plus allongés chez Phaneroptera falcata) ; les tympans ouverts, ovales, se trouvent en haut des tibias des pattes antérieures. Les longues antennes, très mobiles, mesurent environ 4 fois la longueur du corps. L'oviscapte plat, large, court, est fortement recourbé mais de manière assez régulière (presque anguleux chez Phaneroptera falcata). Les cerques du mâle sont grêles et recourbés ; de plus, les élytres du mâle présentent à l'avant, deux petites taches foncées à la base du miroir et deux autres très rapprochées, à l'extrémité postérieure de ce miroir (d'où le nom vernaculaire allemand : Vierpunktige).

## Comportement et stridulation
Les adultes sont présents d'août à octobre. Le régime est végétarien. 
Cette espèce fréquente les bois clairs, les buissons, les lieux plus humides dans les régions méridionales. Elle est localement abondante, même dans les buissons des parcs et jardins où son mimétisme permet une indifférence totale à la présence humaine. Elle apprécie la chaleur du soleil, en particulier matinal, en étendant ses pattes postérieures vers l'arrière dans le prolongement du corps. Elle peut coexister avec la Leptophye ponctuée (Leptophyes punctatissima). Ces deux espèces ne s'inquiètent que si on les touche.
Le chant est un strident cliquetis métallique émis surtout de nuit.